# Farrah Fawcett
Farrah Leni Fawcett (Corpus Christi, 2 de fevereiro de 1947 — Santa Mônica, 25 de junho de 2009) foi uma atriz e modelo estadunidense. É considerada um dos maiores símbolos femininos da década de 1970. Várias vezes indicada aos prêmios Emmy e Golden Globe, ganhou fama internacional ao interpretar a detetive particular Jill Munroe na série de televisão Charlie's Angels. Mais tarde, ganhou a aprovação da crítica em peças off-Broadway e vários papéis em telefilmes e minisséries (The Burning Bed, Nazi Hunter: The Beate Klarsfeld Story), Poor Little Rich Girl: The Barbara Hutton Story, Margaret Bourke-White e até em papéis antipáticos (Small Sacrifices). Também foi um ícone da cultura pop, cujo penteado foi copiado por milhões de mulheres e cujo pôster quebrou recordes de venda, tornando-a um símbolo sexual dos anos 1970 e 1980, com maior impacto sobre a geração adolescente da época e até depois.

## Carreira e vida pessoal
Nascida no Texas em 2 de fevereiro de 1947, estudou microbiologia na Universidade do Texas, mas sempre quis ser atriz. Apareceu como atriz convidada na televisão nas séries The Flying Nun (A Noviça Voadora , no Brasil), I Dream of Jeannie (Jeannie é um Gênio, no Brasil) (quinta temporada, 1969) e The Partridge Family (A Família Dó-Ré-Mi, no Brasil). O grande sucesso de Farrah Fawcett, que a tornou mundialmente famosa, veio após ser convidada pelo produtor Aaron Spelling para actuar ao lado de Kate Jackson e Jaclyn Smith integrando, em 1976, o primeiro elenco da série de televisão Charlie's Angels (As Panteras, no Brasil e Os Anjos de Charlie, em Portugal), no papel da detetive loura Jill Munroe.
Apesar de ser tratada como a estrela do seriado, abandonou-o ao final da temporada, o que lhe custou uma ação judicial movida pelos produtores por quebra de contrato. Para evitar pagar uma indenização milionária, Fawcett aceitou um acordo no qual deveria aparecer em três episódios anuais por duas temporadas (terceira e quarta) seguintes da série. Fawcett, após deixar a série, começou a trabalhar no cinema, no filme "Somebody Killed Her Husband".

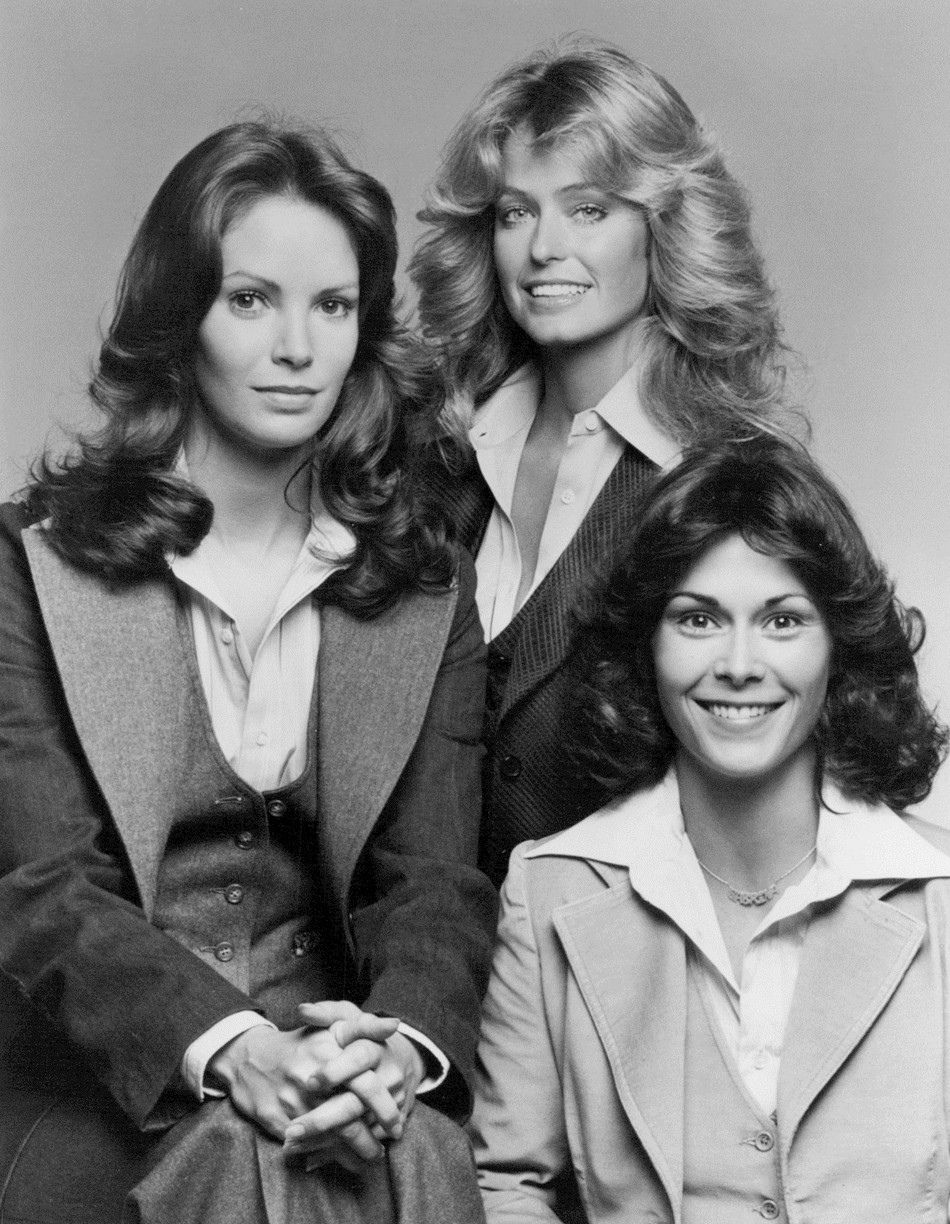
Farrah junto as colegas de Charlie's Angels em 1976.

O pôster que lançou, pouco antes da estréia do seriado, no qual aparece em um maiô vermelho, vendeu oito milhões de cópias nos primeiros meses. E, pôde ser visto também no filme Os Embalos de Sábado à Noite no quarto do personagem principal Tony Manero (John Travolta).
Em 2 de dezembro de 1995, Fawcett posou para a revista Playboy e permanece até hoje como o segundo recorde de vendas, com 1 351 100 exemplares.
Fawcett foi casada com Lee Majors (da série "O Homem Biônico"). Nessa altura adotava o nome de Farrah Fawcett-Majors. Depois de se separar de Lee Majors, Farrah teve um romance com o ator Ryan O'Neal que durou 17 anos e com quem teve um filho. Esse caso fez com que Ryan tivesse um sério atrito com sua filha actriz Tatum O'Neal, que não aceitou essa relação.

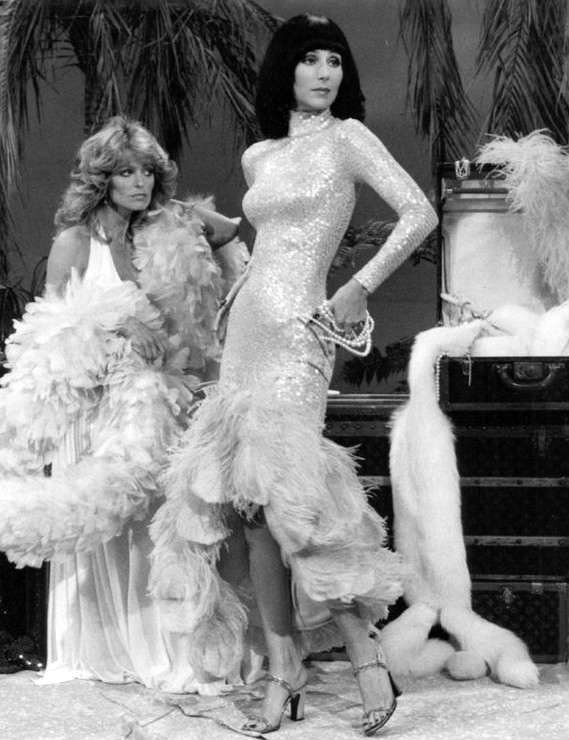
Fawcett com Cher no programa The Sonny and Cher Show., em 1976.

A atriz lutava contra um câncer no reto desde Setembro de 2006. Em Outubro do mesmo ano, Farrah se submeteu a uma cirurgia para retirar um tumor do intestino grosso e fez sessões de quimioterapia e radioterapia durante seis semanas. Quatro meses depois, a actriz recebeu um diagnóstico de que estava curada e recebeu alta no final de 2007, quando anunciou, eufórica, ter vencido a doença. No entanto, tempos depois, ela anunciou que o tumor havia voltado.
Em recente entrevista concedida à revista "People", Ryan O'Neal contou que a atriz passava seus dias confinada em casa, a maior parte do tempo na cama, por causa dos efeitos do tratamento contra o câncer. Fawcett perdeu o cabelo, estava muito debilitada e só recebia a visita de algumas amigas íntimas, como Jaclyn Smith e Kate Jackson, que foram suas companheiras na popular série de televisão "As Panteras".

## Morte
"Ela se foi. Ela está agora com a mãe e a irmã em Deus. Eu a amava de todo meu coração. Vou sentir muita falta dela. Ela estava consciente e inconsciente. Falei a noite toda com ela. Disse o quanto a amava. Está agora num lugar melhor", afirmou Ryan O'Neal à revista "People".
O único filho do casal, Redmond, 23, esteve preso devido a problemas com drogas e encontra-se em reabilitação. "Ele lhe disse o quanto a amava e pediu que ela o perdoasse, porque ele lamentava muito", contou ainda O'Neal.
"Farrah tinha coragem, tinha força e tinha fé. E agora ela descansa em paz com os verdadeiros anjos", disse actriz Jaclyn Smith, que participou da série Charlie's Angels junto com Fawcett, numa referência ao nome da série em inglês, Charlie's Angels. "Estou muito triste com a morte de Farrah. Ela era incrivelmente corajosa e será recebida de braços abertos por Deus," afirmou Cheryl Ladd, que também participou da série.
"Apesar da dor insuportável e da incerteza, jamais me ocorreu deixar de lutar, nunca," declarou então a atriz, que deixou a sua batalha gravada num documentário que teve a primeira metade transmitida no mês passado, nos Estados Unidos; a sua morte ocorreu semanas depois da exibição do documentário na televisão. O diário em vídeo mostrava a batalha da atriz contra o câncer no reto nos últimos meses.

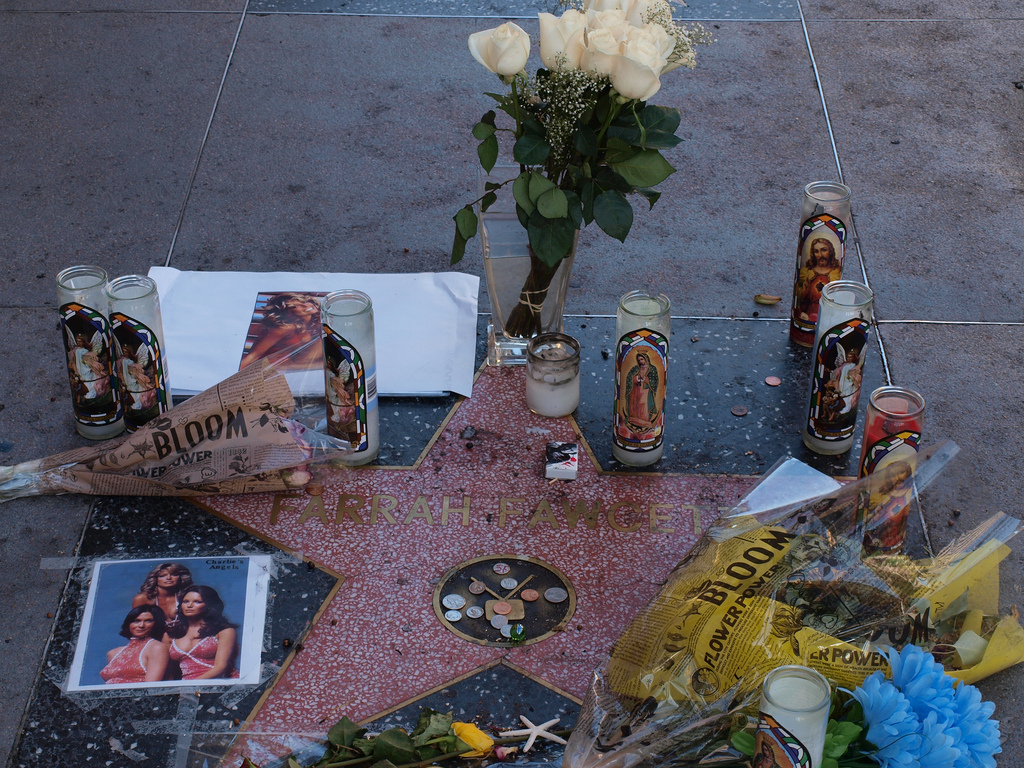
Estrela de Fawcett na Calçada da Fama, em Hollywood, após sua morte.

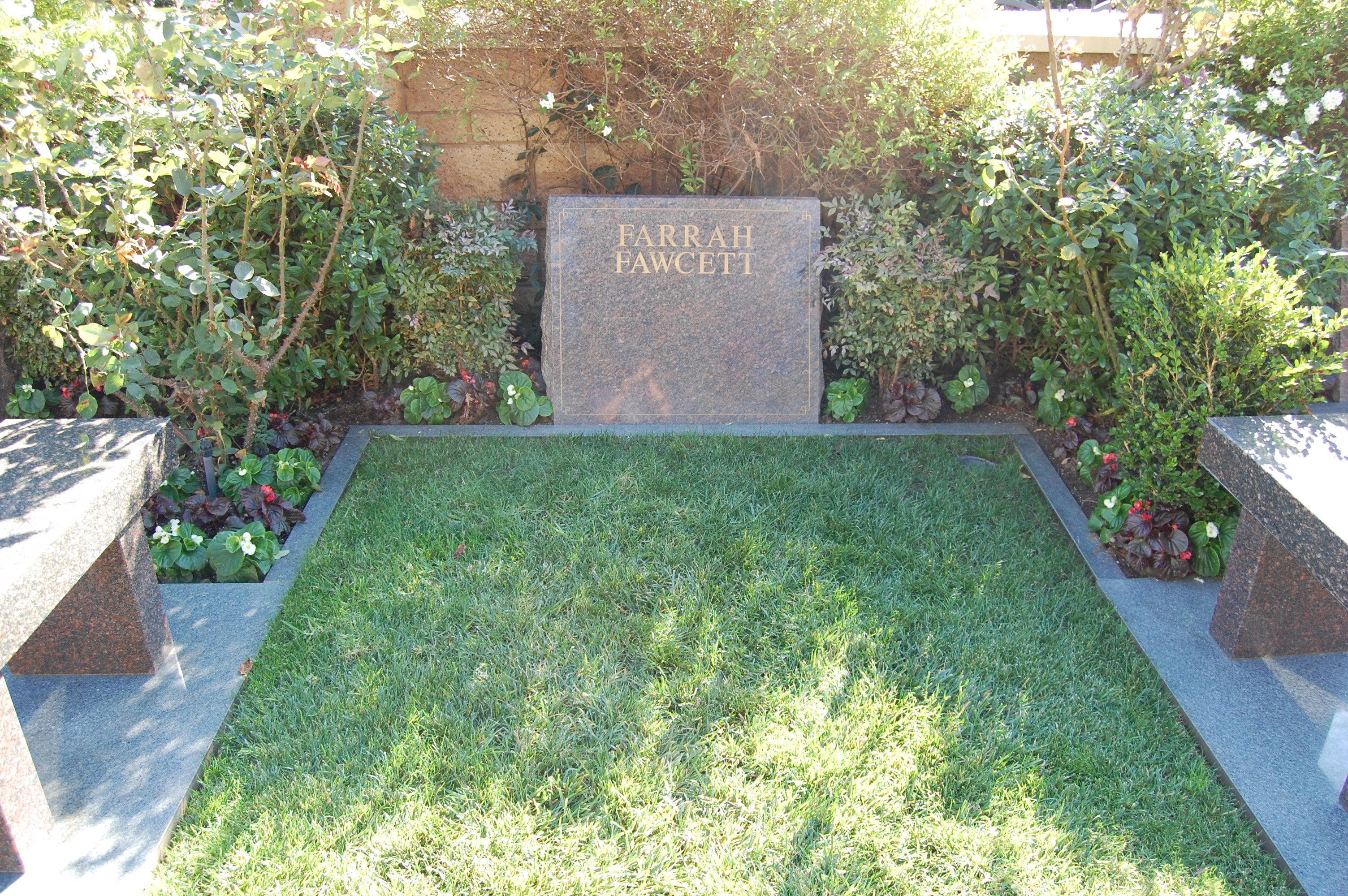
Sepultura no Westwood Village Memorial Park Cemetery

Depois procurou tratamentos alternativos na Alemanha, enquanto seu filho atravessava momentos difíceis por causa do envolvimento com as drogas, que o fez ser preso junto ao pai.
A agonia da atriz nas últimas horas de batalha contra o câncer foi anunciada pela jornalista Barbara Walters do canal ABC, que chegou a declarar, em seu programa matutino: "Não estou certa se ela vai conseguir passar desse dia. Ela já recebeu a extrema-unção."
Também foi numa entrevista a Waters que Ryan O'Neal disse que queria casar com Farrah Fawcett.
Ele afirmou ainda que ela queria contar sua história do jeito dela. O ator estava com Fawcett desde 1982, com algumas interrupções no relacionamento. Apesar de revelar que eles iriam finalmente se casar, os dois não tiveram tempo de oficializar o relacionamento. "Pedi que casasse comigo, outra vez, e ela aceitou, " contou O'Neal muito emocionado.
Mas, nesse mesmo dia, o website da revista People informou que Fawcett havia sido internada de novo.
Farrah Fawcett morreu no dia 25 de junho de 2009 às 9h30min (horário da Califórnia), no Hospital Saint John em Santa Mônica, informou Arnold Robinson, seu agente, num comunicado. Curiosamente Farrah Fawcett faleceu no mesmo dia em que o rei do pop Michael Jackson, fazendo com que a notícia de sua morte fosse ofuscada na grande maioria dos jornais do mundo. Foi sepultada no Westwood Village Memorial Park Cemetery, Los Angeles, Califórnia, Estados Unidos.